# Le Vaudreuil
Le Vaudreuil là một xã thuộc tỉnh Eure trong vùng Normandie miền bắc nước Pháp.

## Huy hiệu
| Arms of Le Vaudreuil | The arms of Le Vaudreuil are blazoned: Azure, a fess wavy argent, between 3 fleurs de lys, and a drawn bow Or, with an arrow argent. |